# 남플라사섬

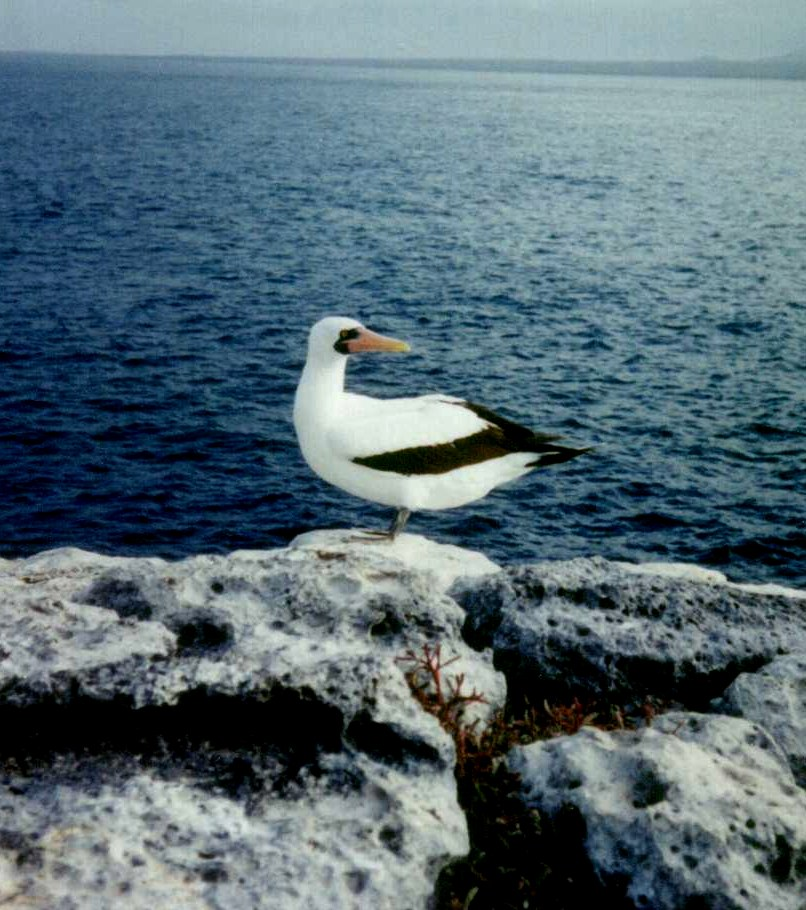
플라자 섬의 나즈카 핀치

남플라사섬(영어: South Plaza Island, 스페인어: Isla Plaza Sur)은 에콰도르 갈라파고스 군도에 있는 산타크루스 섬 해안에서 떨어져 있는 작은 섬이다.

## 개요

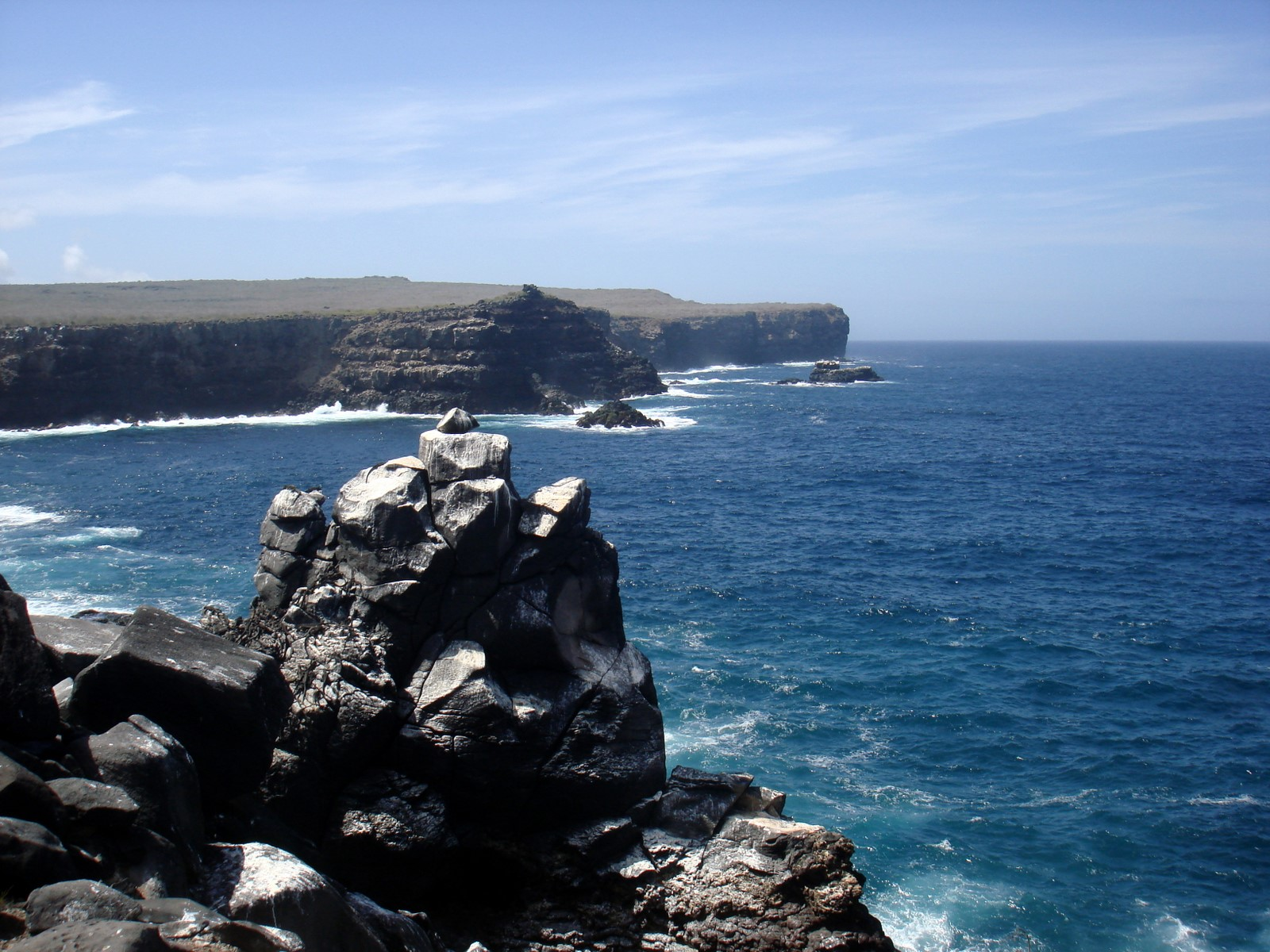
남플라사 섬

면적은 0.13km이고˛ 최고점의 높이는 23m이다. 남플라사 섬은 바다 밑에서 뿜어나온 용암 분출로 인해 형성되었다. 작은 크기에도 불구하고, 많은 종들의 보금자리이며, 특이한 식생으로 인해 유명한 곳이다. 이것이 방문자들에게 인기 있는 이유기도 하다. 가파른 언덕 위로, 붉은부리 열대조와 제비꼬리 갈매기 등 많은 수의 새들을 관찰하는 것이 가능하다. 그리고 무엇보다 가파른 언덕 정상에서 보는 아름다운 경치나 절벽 아래로 걸어내려가는 것도 즐거운 경험이다. 갈라파고스 육지 이구아나의 거대한 영역인 이 코스와 가시 배 선인장도 매력적인 볼거리 중의 하나이다. 계절에 따라, 우기에는 짙은 푸른색이 건기에는 주황색의 식생으로 바뀐다.